# Compianto sul Cristo morto (Zenone Veronese)
Il Compianto sul Cristo morto è un dipinto a olio su tavola di Zenone Veronese, firmato e datato 1513. È conservato nel Duomo di Salò, nella cappella del Santissimo Sacramento.

## Storia
L’opera fu commissionata dalla Confraternita del Corpus Domini per il Duomo di Salò, all'inizio del secondo decennio del Cinquecento. Si tratta di una delle prime testimonianze pittoriche note di Zenone Veronese, artista attivo prevalentemente in area veneta e lombarda.
Nel 1907, a causa di problematiche strutturali del supporto ligneo, il dipinto fu trasportato su tela dal restauratore bergamasco Franco Steffanoni. Tra il 1976 e il 1977 fu oggetto di un primo intervento di pulitura a cura di G.B. Simoni.

## Descrizione
Il dipinto raffigura la scena del compianto sul corpo di Cristo, appena deposto dalla croce e disteso a terra. Attorno a lui si stringono la Vergine Maria, la Maddalena, Giovanni Evangelista, Giuseppe d'Arimatea e altri personaggi. L'ambientazione è scarna e drammatica, la luce accentua la tensione emotiva della scena.
In basso al centro, su una pietra, si legge la firma e la data dell'autore: Zenon Veronensi pinxit / MDXIII.

## Stile
L’opera mostra uno stile già maturo, caratterizzato da un linguaggio compositivo che fonde elementi veneti e nordici. Il disegno saldo e le espressioni patetiche richiamano la pittura di Andrea Mantegna e Giovanni Bellini, mentre la resa atmosferica e la drammaticità delle pose mostrano una conoscenza aggiornata della cultura figurativa lombardo-veneta.
Il colore è steso con sobrietà, e la disposizione delle figure rivela un equilibrio compositivo di impianto ancora rinascimentale, ma con accenti emotivi che anticipano la sensibilità del pieno Cinquecento. L'intaglio delle forme e la sottile gradazione chiaroscurale sono tipici della produzione giovanile di Zenone.